# Allumette (biscuit)
Pour les articles homonymes, voir Allumette (homonymie).
L'allumette est un biscuit à base de pâte feuilletée préparé ou non avec des ingrédients sucrés ou salés (fromage, tomate, anchois, etc.).
Elle se consomme à l'apéritif ou en entrée comme amuse-gueule, et mise en bouche.
Le biscuit est souvent de forme tressée.